# 军医

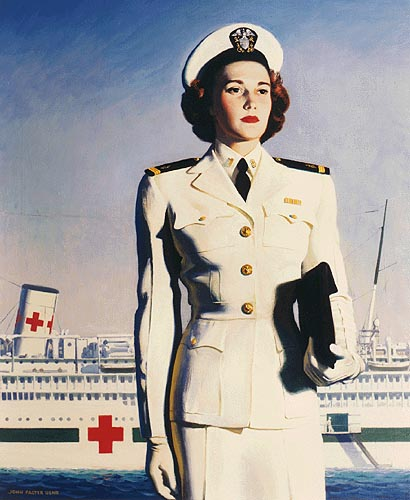
美國海軍軍醫海報

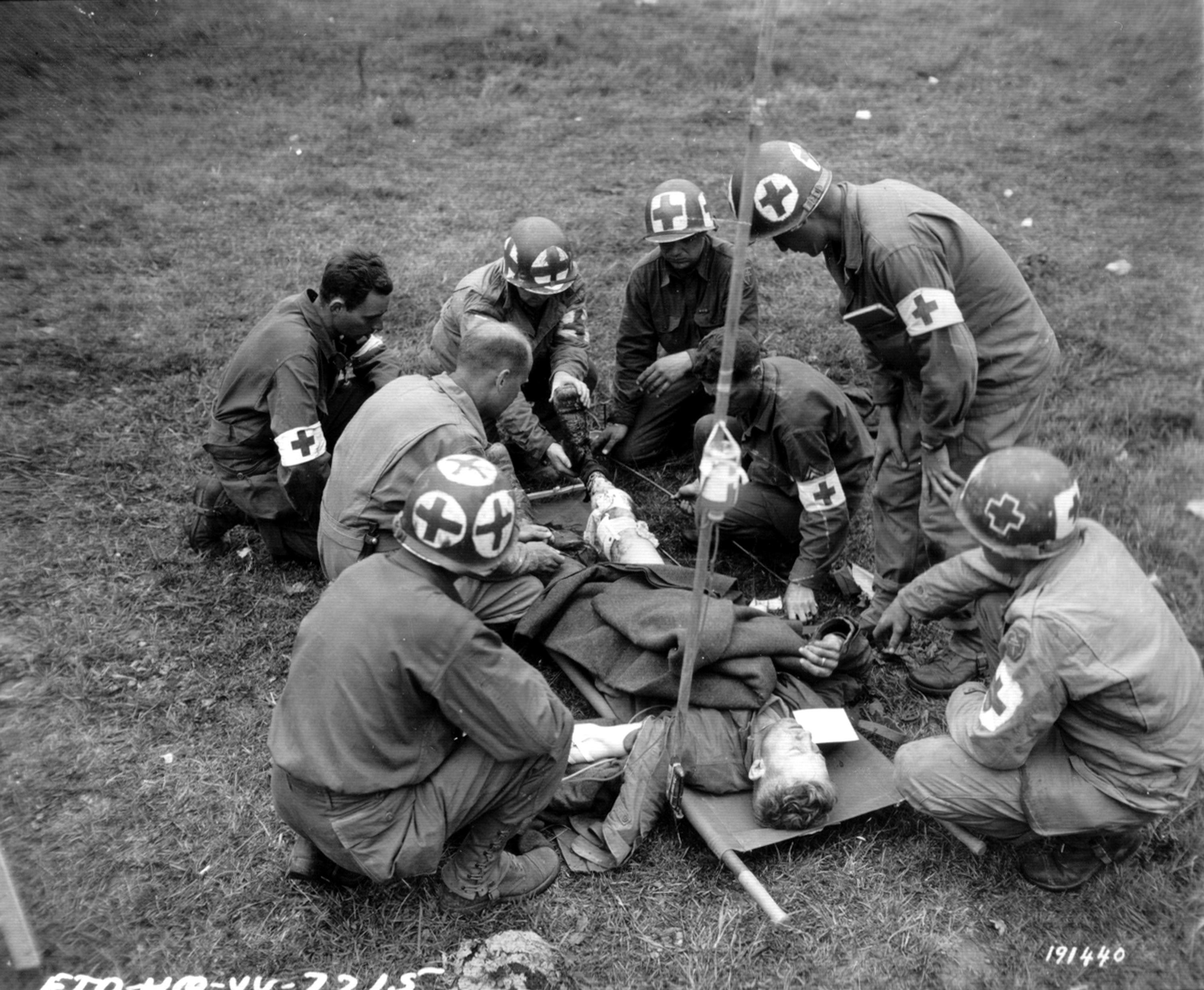
诺曼底战役中替傷員實施急救的美國陸軍醫務兵。

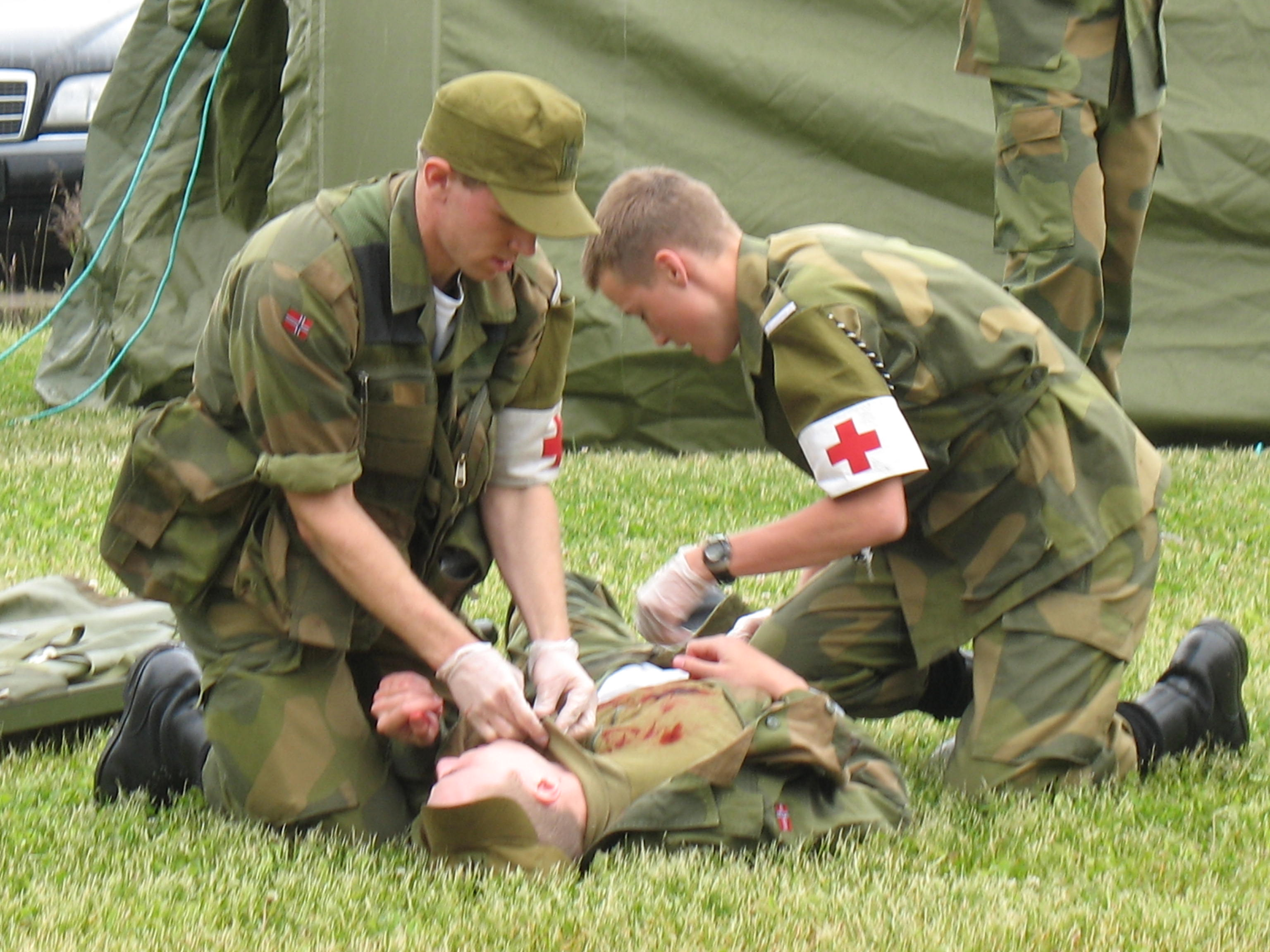
挪威國防軍军医训练。

軍醫是負責軍人健康維護、疾病及意外預防等事務的軍職人員。軍醫都受過專業醫療訓練，能夠與一般的部隊隨行，於戰爭中為軍人隨時隨地進行醫療事務。

## 名稱
軍醫在不同國家的部隊裡有其官方的特别名稱。中國人民解放軍稱衛生兵或衛生員。在中華民國國軍稱軍醫為「醫官」、「醫護士」、「醫護兵」或「醫療兵」。在美國陸軍，軍醫自2005年12月起稱為“68W”。在美國海軍和美國海軍陸戰隊裡，稱為海軍醫務兵。在英國陸軍裡，軍醫稱為作戰醫療技術兵，隸屬皇家陸軍醫療隊。在日本自衛隊裡，稱為。在大韓民國國軍裡，稱為。

## 標識
根據日內瓦公約，包括軍醫在內的所有擔任戰地救護任務的人員，均需要在左臂佩戴有紅十字或紅新月標誌的防水臂章，以保護他們的安全（詳見1949年8月12日日內瓦公約第一公約——《改善戰地武裝部隊傷者病者境遇之日內瓦公約》第四十條）。

## 历史
於《日内瓦公约》签署前，第二次世界大战时的欧洲战区中，同盟国与納粹德軍有一种不成文的礼节，双方都不會故意向正在進行醫務的军医开火。此礼节，於大战后引入了《日内瓦公约》。但在太平洋战区卻截然相反。日军的政策把军医當作主要攻擊目标，这迫使盟軍陣營的军医在隨軍時脱掉臂章。此外，美国海军陆战队時常为了迷惑日军，改用其它的称呼来稱呼军医。

## 武器使用限制
按照《日内瓦公约》，蓄意向无威胁的军医开火是一种战争罪。多年来，大多的军医都會携带着最少的附带武器，例如手枪及匕首等。现在，常见的個人防衛武器是非全自动的步枪、卡宾枪或冲锋枪等。军医可以装备武器，然而功能一般只是限時防守己方以及自衛。如果軍医使用武器用作进攻，或者携带进攻性武器，如狙击步枪、机关枪和榴彈發射器等，軍醫會自動失去《日内瓦公约》對軍醫的法定保护。

## 相关影视作品
- 血战钢锯岭
- 战地医院